# Galaxias johnstoni
Galaxias johnstoni é uma espécie de peixe da família Galaxiidae.
É endémica da Austrália.